# Vincent Kesteloot
Vincent Kesteloot, (nacido el 25 de marzo de 1995 en Amberes, Bélgica) es un jugador de baloncesto belga. Con 2.01 metros de estatura, juega en la posición de Alero en el Juventus Utena de la LKL lituana. Es internacional absoluto con Bélgica.

## Trayectoria
Empezó su carrera en el Okapi Aalstar en 2014 hasta 2016. La temporada 2015-2016 fue nombrado mejor jugador de la Scooore League.
El 13 de junio de 2016, Kesteloot firma dos años de contrato con el Telenet Oostende de la Scooore League.
Tras 3 temporadas en el Telenet Oostende, en 2019 firma por el Antwerp Giants de la Scooore League, en el que jugaría durante dos temporadas.
El 3 de septiembre de 2021, firma por el Spirou Basket Club de la Scooore League belga.
El 1 de octubre de 2022 fichó por el USC Heidelberg de la Basketball Bundesliga.
El 24 de diciembre de 2024 fichó por el Juventus Utena de la LKL lituana.